# پانتسراشپه‌واگن کااف‌ست ۱۳
کا اف زد ۱۳ یا Kfz. 13 (همچنین Maschinengewehr-Kraftwagen) اولین وسیله نقلیه شناسایی زرهی بود که توسط رایشسور پس از جنگ جهانی اول معرفی شد و تا سال ۱۹۳۵، ۱۴۷ واحد از این خودروی زرهی سبک به ناوگان تحویل داده شد. موتور کااف‌زد-۱۳ بر اساس یک خودروی غیرنظامی به نام آدلر اشتاندارد6 (Adler Standard ۶) طراحی شده بود. اگرچه کااف‌زد-۱۳ مجهز به سیستم تمام چرخ متحرک بود، این وسیله نقلیه دارای قابلیت کراس کانتری ضعیف بود. نسخه غیر مسلح، کااف‌زد-۱۴ یک وسیله نقلیه ارتباطی بود که به جای مسلسل مجهز به رادیو بود.
کااف‌زد-۱۳ در حمله به لهستان و نبرد فرانسه مستقر شد. در سال ۱۹۴۱ از خدمت فعال بازنشسته شد و تنها پس از آن برای اهداف آموزشی مورد استفاده قرار گرفت.

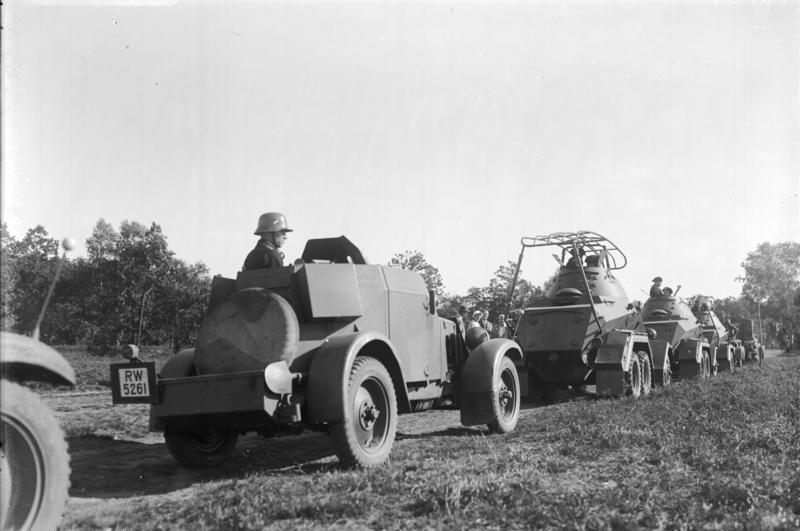
کااف‌زد-۱۳ (سمت چپ)

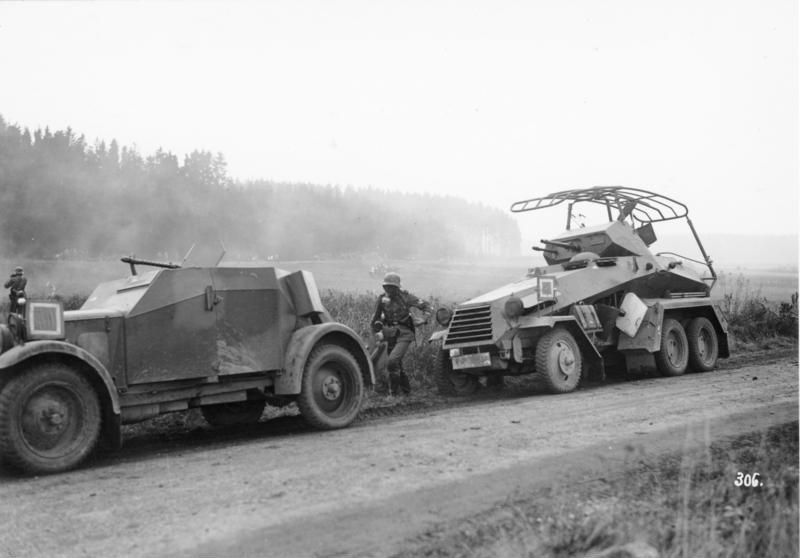
سمت چپ: کااف‌زد-۱۳ ; سمت راست: یک 232 Sd.Kfz زرهی با آنتن حلقه‌ای بزرگ (رادیو ۶ چرخ و وسیله نقلیه فرماندهی).